# 1968 în științifico-fantastic
- 1967 în științifico-fantastic — 1968 în științifico-fantastic — 1969 în științifico-fantastic

1968 în științifico-fantastic a implicat o serie de evenimente:

## Nașteri și decese

### Nașteri
- Thomas Elbel
- Theodora Goss
- Alexander Huiskes
- Charlie Huston
- Sergei Lukianenko
- Paul Melko
- Chris Moriarty
- Uwe Post
- Justina Robson
- Tricia Sullivan

### Decese
- Anthony Boucher (Pseudonimul lui William Anthony Parker White) (n. 1911)
- Max Brod (n. 1884)
- Richard Gross (n. 1921)
- Gerald Kersh (n. 1911)
- Bernhard Newman (n. 1897)
- Felix Oder (n. 1895)
- Arthur Sellings (n. 1921)
- Harl Vincent (n. 1893)

## Cărți

### Romane
- Grădina zeilor de Camil Baciu
- Nabou de Günther Krupkat

### Colecții de povestiri
- Nepăsătoarele stele de Constantin Cubleșan

### Povestiri
- „Reîntoarcerea” de Voicu Bugariu

## Filme
| Titlu                                           | Regizor               | Distribuție                                                | Țara                                                                               | Sub-Gen /Note |
| ----------------------------------------------- | --------------------- | ---------------------------------------------------------- | ---------------------------------------------------------------------------------- | ------------- |
| 2001: O odisee spațială (2001: A Space Odyssey) | Stanley Kubrick       | Keir Dullea, Gary Lockwood, William Sylvester              | Regatul Unit al Marii Britanii și al Irlandei de Nord · Statele Unite ale Americii |               |
| The Astro-Zombies                               | Ted V. Mikels         | Wendell Corey, John Carradine, Tom Pace                    | Statele Unite ale Americii                                                         |               |
| Barbarella                                      | Roger Vadim           | Jane Fonda, John Phillip Law, Anita Pallenberg             | Franța · Italia                                                                    |               |
| Charly                                          | Ralph Nelson          | Cliff Robertson, Claire Bloom                              | Statele Unite ale Americii                                                         |               |
| Countdown                                       | Robert Altman         | James Caan, Robert Duvall                                  | Statele Unite ale Americii                                                         |               |
| Destroy All Monsters                            | Ishirō Honda          | Akira Kubo, Jun Tazaki, Yoshio Tsuchiya                    | Japonia                                                                            |               |
| Goke, Body Snatcher from Hell                   | Hajime Sato           |                                                            | Japonia                                                                            |               |
| The Green Slime                                 | Kinji Fukasaku        | Robert Horton, Luciana Paluzzi, Richard Jaeckel            | Japonia · Statele Unite ale Americii                                               |               |
| Je t'aime, je t'aime                            | Alain Resnais         | Claude Rich, Olga Georges-Picot, Anouk Ferjac              | Franța · Spania                                                                    | [ 2 ]         |
| Mission Stardust                                | Primo Zeglio          | Lang Jeffries, Essy Persson                                | Germania · Italia · Spania                                                         | [ 3 ] [ 4 ]   |
| On the Comet                                    | Karel Zeman           | Emil Horváth, Magda Vasaryova                              | Cehia                                                                              | [ 5 ] [ 6 ]   |
| Planeta maimuțelor                              | Franklin J. Schaffner | Charlton Heston, Roddy McDowall, Kim Hunter, Maurice Evans | Statele Unite ale Americii                                                         |               |
| The Power                                       | Byron Haskins         | George Hamilton, Suzanne Pleshette, Richard Carlson        | Statele Unite ale Americii                                                         |               |
| Project X                                       | William Castle        | Christopher George, Greta Baldwin, Henry Jones             | Statele Unite ale Americii                                                         | [ 7 ]         |
| Voyage to the Planet of Prehistoric Women       | Peter Bogdanovich     | Mamie Van Doren, Mary Marr, Paige Lee                      | Statele Unite ale Americii                                                         |               |
| Wild in the Streets                             | Barry Shear           | Christopher Jones, Shelley Winters, Richard Pryor          | Statele Unite ale Americii                                                         |               |

## Premii

### Premiul Hugo
Premiile Hugo decernate la Worldcon pentru cele mai bune lucrări apărute în anul precedent:
- Premiul Hugo pentru cel mai bun roman:[9]
- Premiul Hugo pentru cea mai bună povestire:
- Premiul Hugo pentru cea mai bună prezentare dramatică:
- Premiul Hugo pentru cea mai bună revistă profesionistă:
- Premiul Hugo pentru cel mai bun fanzin:

### Premiul Nebula
Premiile Nebula acordate de Science Fiction and Fantasy Writers of America pentru cele mai bune lucrări apărute în anul precedent:
- Premiul Nebula pentru cel mai bun roman:[10]
- Premiul Nebula pentru cea mai bună nuvelă:
- Premiul Nebula pentru cea mai bună povestire: